# Vårkumla socken

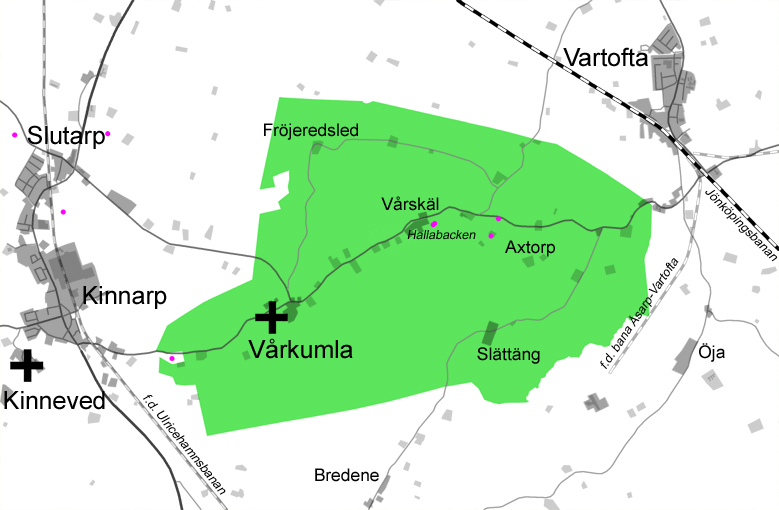
Karta över Vårkumla socken.

Vårkumla socken i Västergötland ingick i Frökinds härad, ingår sedan 1974 i Falköpings kommun och motsvarar från 2016 Vårkumla distrikt.
Socknens areal är 12,41 kvadratkilometer varav 12,40 land. År 2000 fanns här 103 invånare.  Kyrkbyn Vårkumla med sockenkyrkan Vårkumla kyrka ligger i socknen.

## Administrativ historik
Socknen har medeltida ursprung. 
Vid kommunreformen 1862 övergick socknens ansvar för de kyrkliga frågorna till Vårkumla församling och för de borgerliga frågorna bildades Vårkumla landskommun. Landskommunen uppgick 1952 i Frökinds landskommun som 1974 uppgick i Falköpings kommun. Församlingen uppgick 2002 i Kinneveds församling.
1 januari 2016 inrättades distriktet Vårkumla, med samma omfattning som församlingen hade 1999/2000.  
Socknen har tillhört län, fögderier, tingslag och domsagor enligt vad som beskrivs i artikeln Frökinds härad. De indelta soldaterna tillhörde Skaraborgs regemente, Vilska kompani och Västgöta regemente, Laske kompani.

## Geografi
Vårkumla socken ligger söder om Falköping vid övre Ätran. Socknen är en småkuperad slättbygd med inslag av skog.

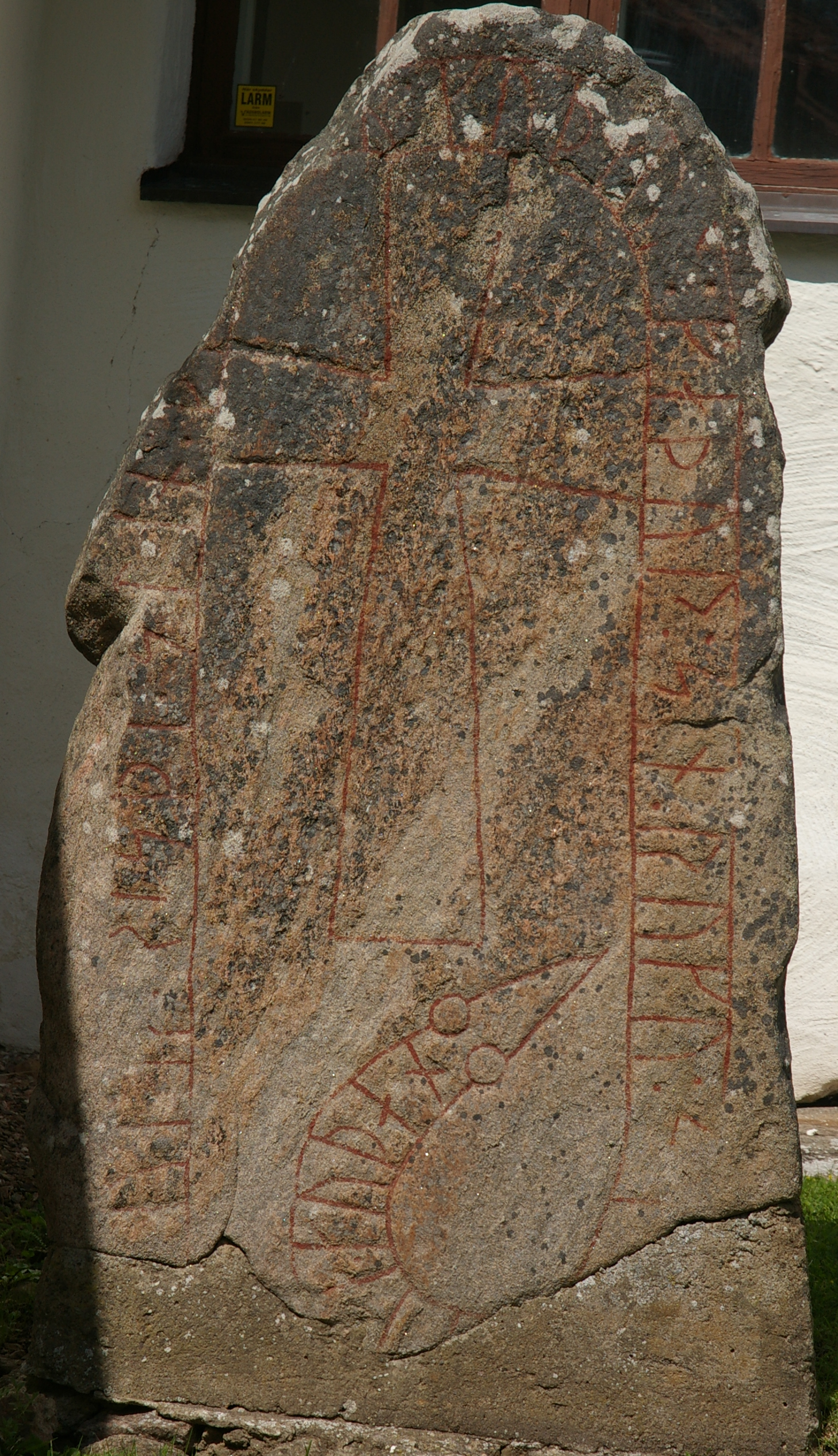
Runstenen vid Vårkumla kyrka

## Fornlämningar
Sju gånggrifter och tre hällkistor från stenåldern är funna. Från bronsåldern finns gravrösen och stensättningar. Från järnåldern finns gravar och två mindre gravfält. Tre runristningar har påträffats.

## Namnet
Namnet skrevs 1397 Warakumbla och kommer från kyrkbyn. Efterleden innehåller plural av kummel, '(grav)minnesmärke'. Förleden tolkning är oklar, den kan innehålla várar 'högtidlig, med ed beseglad försäkran eller löfte'.